# ヒラタケ科
ヒラタケ科 (Pleurotaceae) は中型で、白色の胞子の形成を特徴とするキノコの科である。この科はキシメジ科から分離して記載されるようになった。代表的なものにヒラタケやエリンギがある。2008年のDictionary of the Fungiの第10版では6属94種が含まれる。
本科のキノコはしばしば（外見が類似した）ツキヨタケ科のものと間違われる。
ヒラタケ科に属するヒラタケ属 (Pleurotus) とヒメムキタケ属 (Hohenbuehelia) の多くの種は線虫捕食菌であり、センチュウを捕らえて栄養分を得ている。捕食は粘着性の瘤を持つ菌糸によるもので、これを付近のセンチュウに付着させ、毒素を分泌する。